# 卡尔比
卡尔比是德国石勒苏益格－荷尔斯泰因州的一个市镇。总面积2.09平方公里，总人口531人，其中男性249人，女性282人（2011年12月31日），人口密度254人/平方公里。